# Abbazia di Nostra Signora degli Scozzesi
L'abbazia di Nostra Signora degli Scozzesi (in tedesco Benediktinerabtei unserer Lieben Frau zu den Schotten, o semplicemente Schottenstift, "abbazia degli Scozzesi"), è un'abbazia benedettina fondata a Vienna nel 1155 quando Enrico II invitò dei monaci irlandesi a Vienna. Essi non giunsero direttamente dall'Irlanda, ma provenivano dal monastero di St. Jakob, un'abbazia irlandese di Ratisbona in Germania. Dal 1625 l'abbazia fu membro della Congregazione d'Austria, ora parte dei benedettini.
Dal 1958 è basilica minore.

## Storia

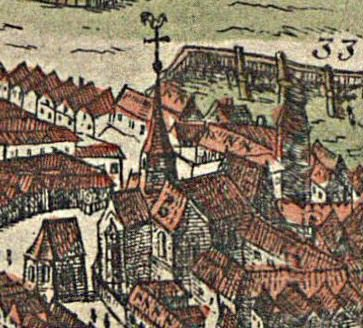
L'abbazia nel 1609, prima della ricostruzione barocca

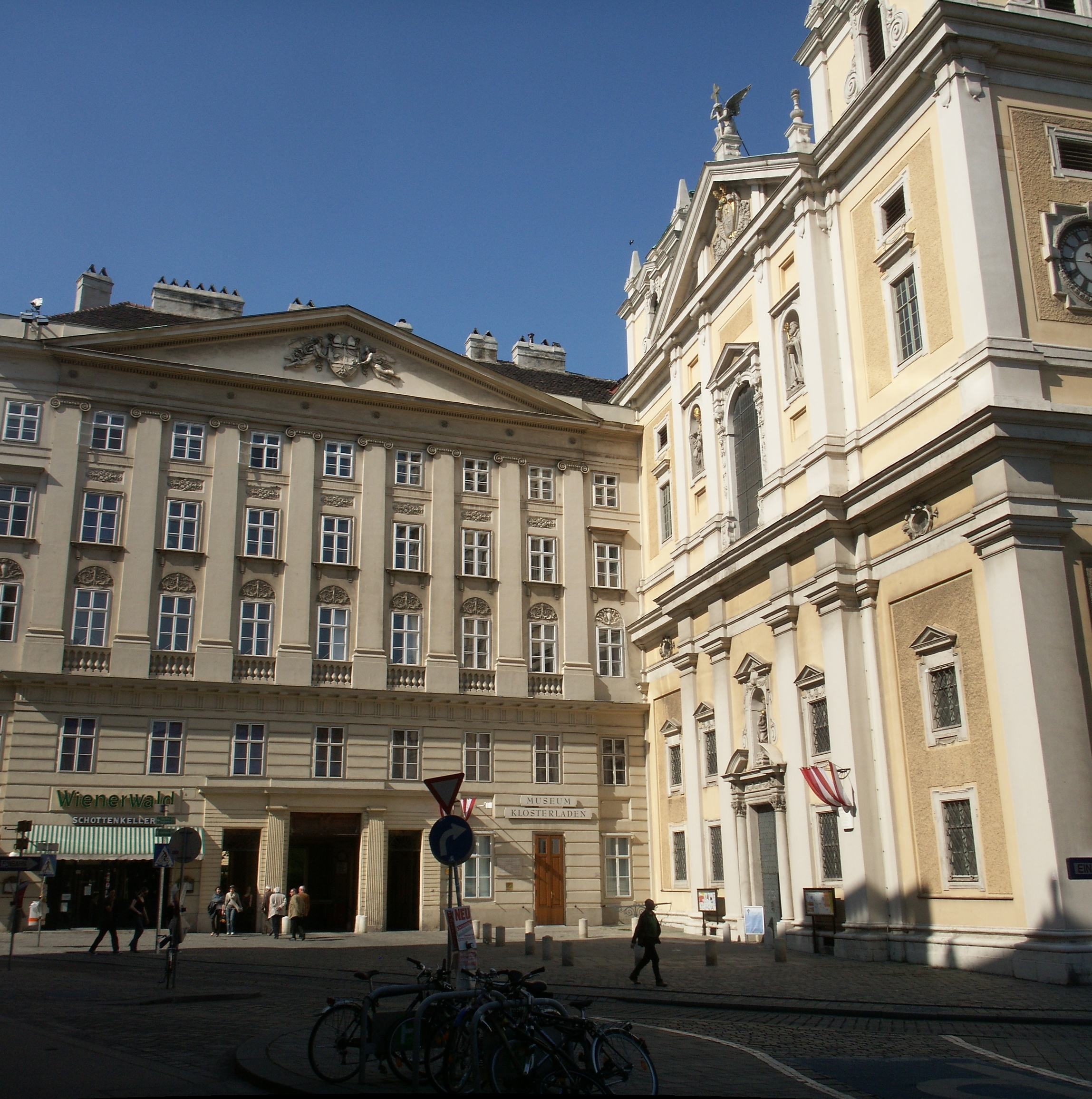
Le facciate barocche del priorato e della chiesa

Nell'Alto Medioevo i monaci irlandesi vennero coinvolti attivamente nell'apostolato missionario. L'Irlanda era conosciuta in latino come Scotia Major; quindi, in tedesco i monaci irlandesi erano chiamati Schotten (scozzesi) o Iroschotten. Pertanto i monasteri che andavano fondando venivano chiamati Schlottenkloster. Nei documenti della fondazione della Schottenstift, Enrico II specificava che doveva essere occupata esclusivamente da questi Iroschotten (Solos elegimus Scottos).
Enrico II venne elevato dal rango di marchese (Markgraf) a quello di duca (Herzog) nel 1156 e spostò la sua residenza da Klosterneuburg a Vienna; pertanto richiese un monastero per la sua nuova città. Nel medioevo i monasteri non erano solo luoghi di preghiera, ma anche, e soprattutto, depositari della conoscenza. La fondazione di un monastero dava al preposto autorità per la sua amministrazione (per esempio, le scuole per educare scribi competenti). Ogni monastero era anche fornito di una biblioteca, un ospizio di vecchiaia, architetti, uomini colti, e sacerdoti per condurre le funzioni nella nuova città ducale. Gli Schotten operavano anche in collaborazione con l'Università di Vienna, che venne fondata nel 1365.
Enrico concesse al nuovo monastero ampi privilegi. La costruzione del monastero iniziò nel 1160 e la struttura venne consacrata nel 1200. I monaci costruirono il loro monastero in una zona che a quel tempo era al di fuori delle mura della città di Vienna. Realizzarono anche un ospizio per i pellegrini e i crociati, che spesso passavano attraverso Vienna nel loro cammino verso Gerusalemme.

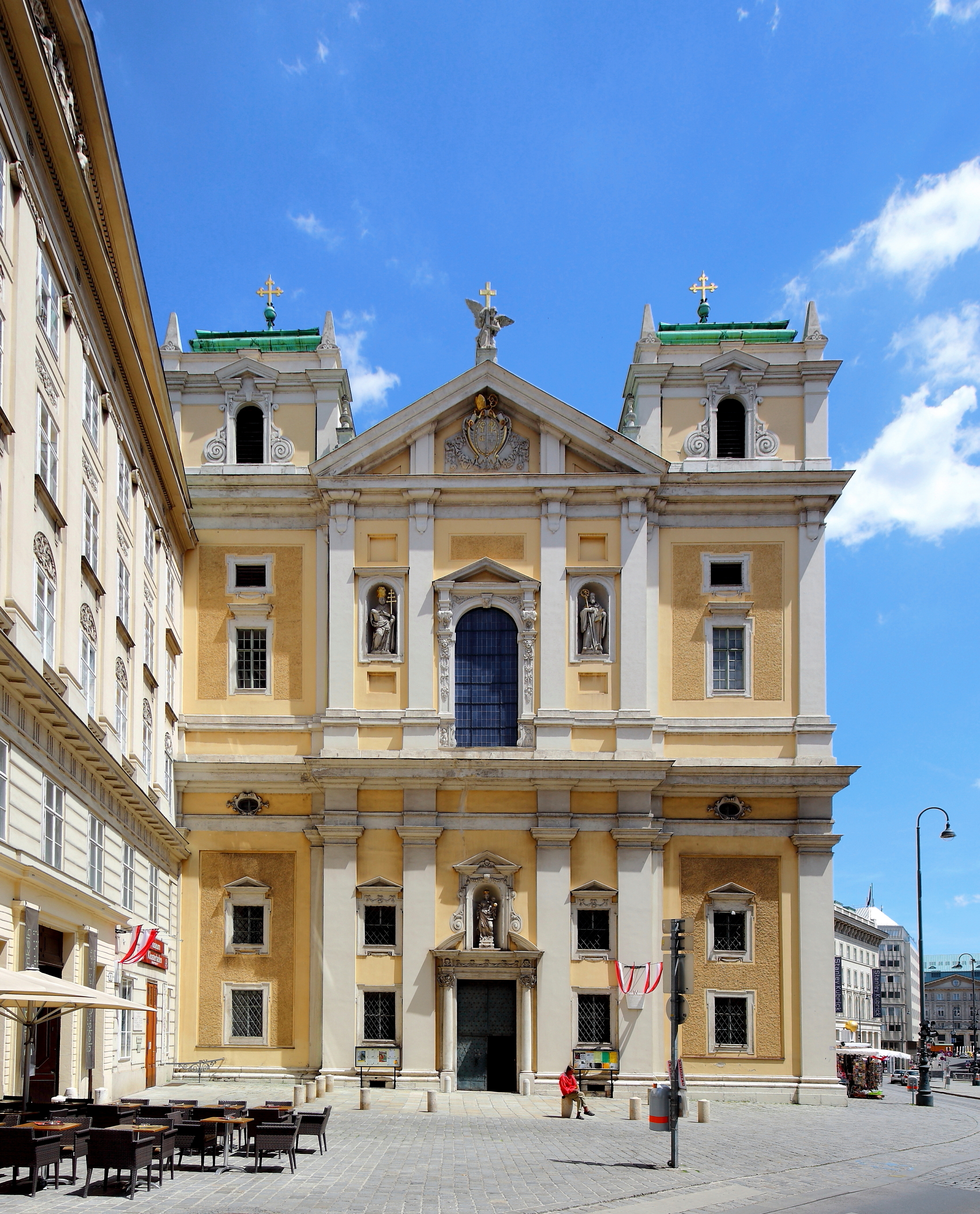
La facciata della chiesa

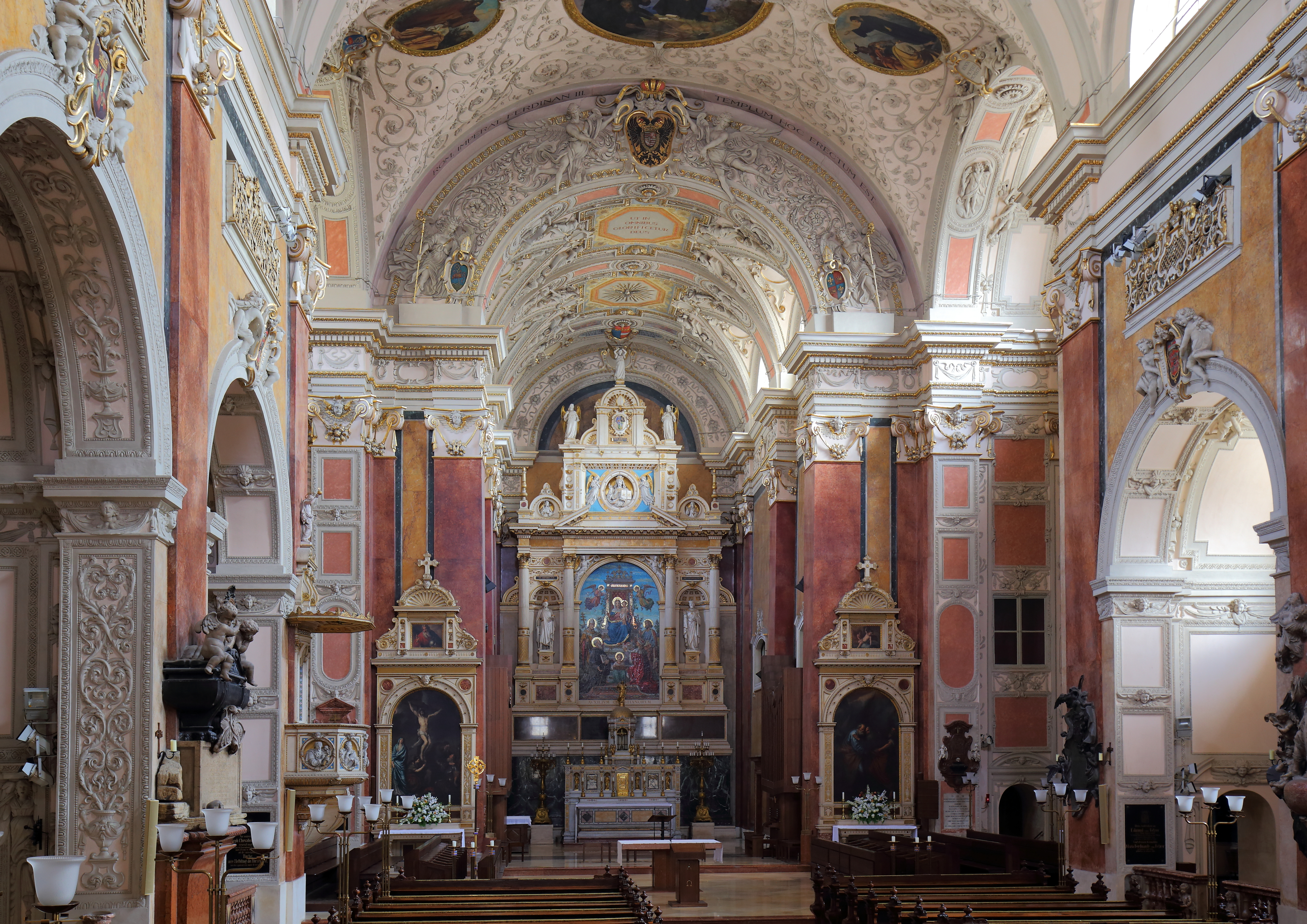
L'interno barocco della chiesa

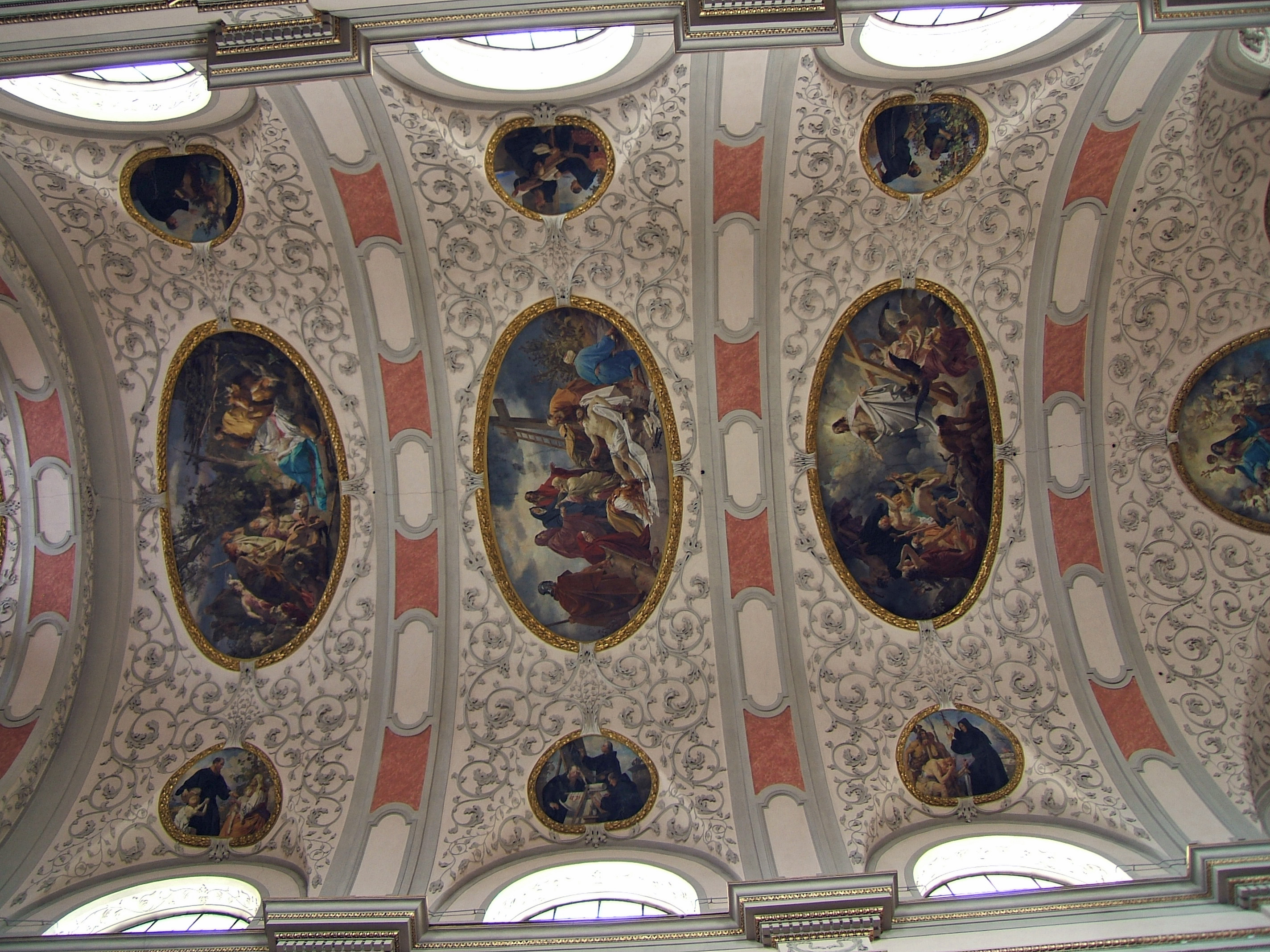
Le volte a stucco della chiesa

La prima chiesa era a tre navate con colonne romaniche e una sola abside. Enrico II vi fu sepolto alla sua morte nel 1177.
Nel 1276 un grave incendio distrusse il chiostro e molti altri edifici a Vienna.
Nel 1418 il duca Alberto V requisì il convento durante la riforma Melker, un tentativo di far rivivere gli ideali originali del monachesimo benedettino, e stabilì una comunità di benedettini al loro posto. Questi nuovi residenti, tuttavia, continuarono ad essere conosciuti come Schotten.
A metà del XV secolo l'abbazia fu particolarmente nota per l'attività letteraria dei suoi rettori, Wolfgang Schmeltzl e il suo successore Johannes Rasch.
Il crollo del campanile, colpito da un fulmine nel 1638, fu colto come un'opportunità per ricostruire completamente la chiesa, un progetto intrapreso dagli architetti Andrea D'Allio il Giovane e Silvestro Carlone. Nel nuovo progetto la lunghezza della chiesa venne piuttosto ridotta, con il risultato che la torre campanaria non si trovò più in prossimità della basilica. Joachim von Sandrart dotò la chiesa di una nuova pala d'altare, che si conserva oggi nella sala dei presuli. Dopo l'assedio turco, la chiesa fu restaurata nuovamente. Poiché la torre ovest in stile barocco era appena più alta della stessa facciata, venne discusso il suo innalzamento, ma questi piani non giunsero mai a buon fine.
Intorno al 1700 il grande musicista barocco Johann Joseph Fux fu organista della Schottenstift.
Fra gli anni 1773 e 1774, venne costruito un nuovo priorato con annessa scuola, ad opera di Andreas Zach, sull'area dell'annesso cimitero. Poiché la costruzione assomigliava ad un ufficio, divenne popolarmente nota come la Schubladkastenhaus("la casa cassettiera"). Direttamente accanto sorgeva l'Hotel Römischer Kaiser, in cui si tenne la prima esecuzione pubblica di una canzone di Franz Schubert.
Nel 1807 vi venne fondato, per decreto imperiale, lo Schottengymnasium, un istituto di educazione secondaria.

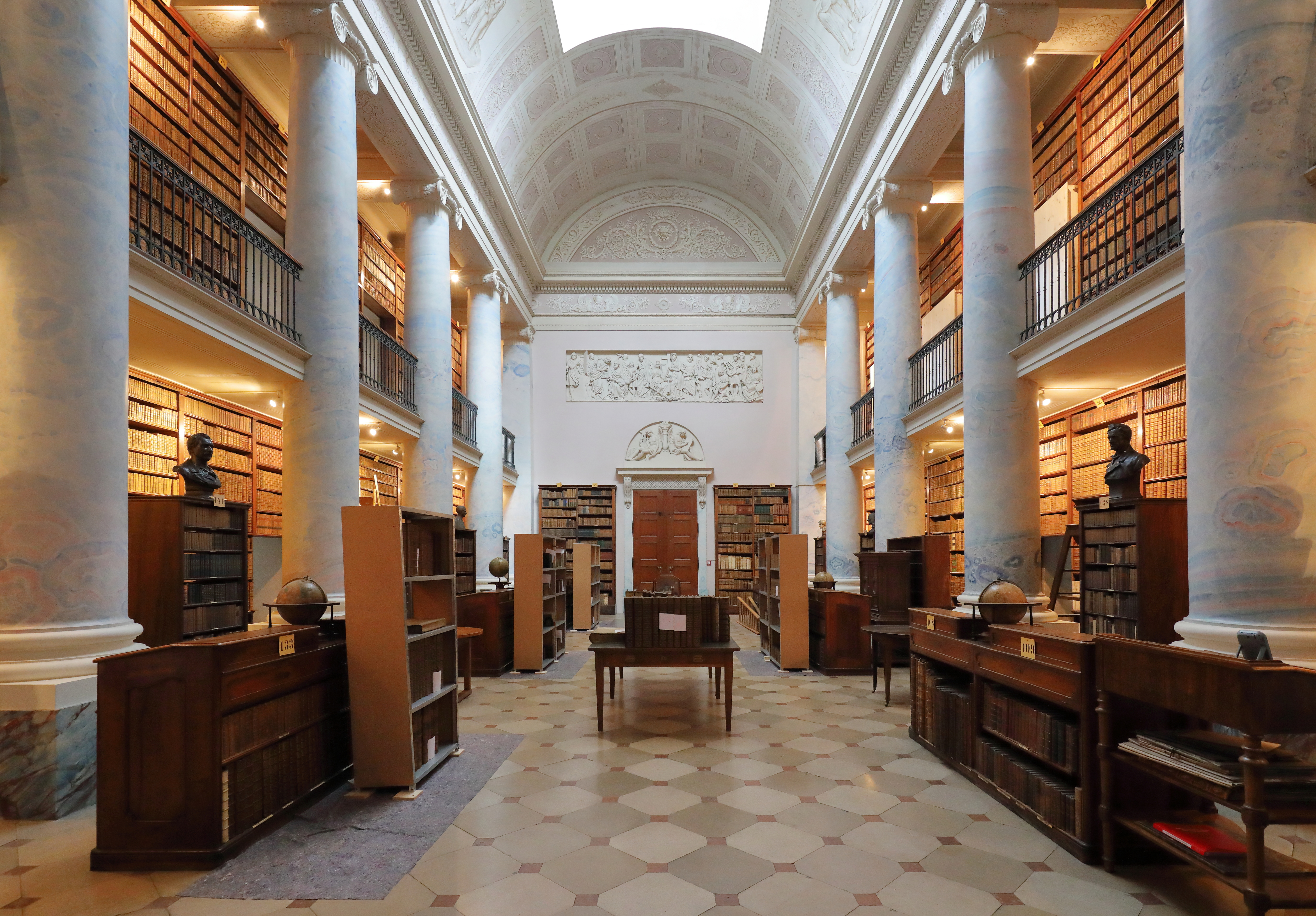
La biblioteca della Schottenstift

Intorno al 1830 gli edifici ausiliari dell'abbazia, in particolare quelli fiancheggianti Freyung, vennero restaurati e parzialmente ricostruiti da Joseph Kornhäusel.
Negli anni 1880 la chiesa venne parzialmente restaurata. A questo periodo datano gli affreschi del soffitto, di Julius Schmid, ed il nuovo altare maggiore, costruito su disegni di Heinrich von Ferstel, con un mosaico di Michael Rieser.
Nel cortile vi è una Schwarze Muttergottes ("Madonna nera"), disegnata nel 1825 da Peter Nobile. La fontana, con una statua di Enrico II, è di Sebastian Wagner.

## Museo
Il museo è stato reinstallato due volte nella storia recente, nel 1994/95 e nel 2004/5. Esso contiene, tra le altre opere di rilievo, lo Schottenmeisteraltar (altare) risalente a ca. il 1470, che non è solo un lavoro importante di arte tardo gotica, ma anche una eccezionale fonte storica, per le sue vedute della città.